# The Patriot (film, 1998)
Patrioten (The Patriot) är en amerikansk film från 1998 i regi av Dean Semler, baserad på romanen the Last Canadian av William Heine. Filmen gavs ut direkt på video.

## Handling
I staden Ennis i Montana huserar den lokale doktorn och f.d. statligt anställde immunologen Wesley McClaren (Seagal). Han hjälper lokalbefolkningen med allehanda krämpor och nöjer sig med hemmagjord äppelpaj som betalning. Han uppfostrar sin dotter Holly (Belle) tillsammans med sin svärfar Frank (Jones). I denna idyll släpper en ultra-nationalistisk militärgrupp, styrd av den fanatiske ledaren Floyd Chisolm (Sartain) som kallar sig Den amerikanske patrioten, ut ett dödligt virus de lyckas komma över. Inom bara ett par dagar har virusets spridning fått sådana proportioner att regeringen tvingas isolera delar av delstaten. Men det kan redan vara för sent, och snart riskerar USA:s befolkning att utplånas. Nationens hopp står nu till McClaren. Men det visar sig att viruset redan börjat mutera och tiden börjar rinna iväg. För McClarens del handlar det inte längre om att rädda sig själv och sin dotter undan den dödliga pesten. Han visar sig vara den ende som kan rädda mänskligheten från undergång.

## Seagalism
- En av Seagals döttrar, Ayako Fujitani, har en roll i filmen. Hon spelar här hans assistent.

- Steven Seagal ville spela in filmen i Montana, men militanta vapendyrkare gillade inte filmens porträtt av deras gelikar och hotade med att förstöra filmutrustning om Seagal filmade där. Seagal svarade med att kontakta FBI.

## Rollista (i urval)
- Steven Seagal - Dr. Wesley McClaren
- Gailard Sartain - Floyd Chisolm
- L.Q. Jones - Frank
- Camilla Belle - Holly McClaren
- Ayako Fujitani (som Ayako Seagal) - McClarens assistent